# Achatina
Achatina là một chi ốc cạn cỡ vừa đến lớn sống ở miền nhiệt đới thuộc họ Achatinidae.

## Phân bố
Có chừng 200 loài Achatinidae cư ngụ ở châu Phi hạ Sahara. Một số loài hay được nuôi giữ trong nhà kiếng nhờ kích thước lớn hay bộ vỏ sặc sỡ.

## Loài
Chi Achatina gồm các loài sau:
- Achatina achatina Linnaeus, 1758
- Achatina albopicta E. A. Smith,1878 - dọc bờ biển Kenya, Tanzania.
- Achatina allisa Reeve, 1849
- Achatina ampullacea Böttger, 1910
- Achatina balteata Reeve, 1849 - Cameroon đến trung bộ Angola.
- Achatina bandeirana Morelet, 1866
- Achatina bayaona Morelet, 1866
- Achatina bayoli Morelet, 1888
- Achatina bisculpta E. A. Smith, 1878
- Achatina bloyeti Bourguignat, 1890
- Achatina capelloi Furtado, 1886
- Achatina connollyi Preston, 1912
- Achatina coroca Bruggen, 1978
- Achatina craveni E. A. Smith, 1881 - Congo, Tanzania.
- Achatina dammarensis Pfeiffer - Botswana
- Achatina eleanorae Mead, 1995
- Achatina ellioti E. A. Smith, 1895
- Achatina fulica Bowdich, 1822 
  - Achatina fulica rodatzi Dunker, 1852
  - Achatina fulica sinistrosa Grateloup, 1840
  - Achatina fulica umbilicata Nevill, 1879
- Achatina glaucina E. A. Smith, 1899
- Achatina glutinosa Pfeiffer, 1854 - Mozambique
- Achatina greyi Da Costa, 1907
- Achatina hortensiae Morelet, 1866
- Achatina immaculata Lamarck, 1822 - Đông Nam Phi
- Achatina iostoma Pfeiffer,1854 - Cameroon.
- Achatina iredalei Preston, 1910
- Achatina johnstoni E. A. Smith, 1899
- Achatina lechaptoisi Ancey, 1894
- Achatina obscura Da Costa, 1907
- Achatina osborni Pilsbry, 1919
- Achatina marginata Swainson, 1821[3]
- Achatina passargei von Martens
- Achatina pfeifferi Dunker, 1845
- Achatina purpurea (Gmelin,1790)
- Achatina randabeli Bourguignat, 1889
- Achatina reticulata Pfeiffer, 1845 - Zanzibar.
- Achatina schinziana Bousson - Botswana
- Achatina schweinfurthi von Martens, 1873 - Đông Phi
- Achatina semisculpta Pfeiffer, 1845 - Đông Phi
- Achatina smithii Craven, 1881
- Achatina stuhlmanni von Martens, 1892 - Uganda
- Achatina sylvatica Putzeys, 1898 - Congo
- Achatina tavaresiana Morelet, 1866 - Angola
- Achatina tincta Reeve, 1842 - Congo, Angola
- Achatina tracheia Connolly, 1929 - Đông Nam Phi
- Achatina transparens Da Costa, 1907
- Achatina variegata Roissy
- Achatina vignoniana Morelet, 1874: danh pháp đồng nghĩa của Achatina (Tripachatina) vignoniana Morelet, 1874
- Achatina virgulata Da Costa, 1907
- Achatina welwitschi Morelet, 1866
- Achatina weynsi Dautzenberg, 1891 - Congo
- Achatina wildemani Dautzenberg, 1907
- Achatina zanzibarica Bourguignat - Tanzania.

incertae sedis:
- Achatina vassei Germain, 1918 - Cấu trúc nội quan chưa rõ, do vậy chưa thể phân loại đích xác 'Achatina' vassei.[4]

Danh pháp mà nay là tên đồng nghĩa
- Achatina fulgurata Pfeiffer, 1853 - Senegal: danh pháp đồng nghĩa của Achatina eleanorae Mead, 1995
- Achatina drakensbergensis Melvill & Ponsonby, 1897: danh pháp đồng nghĩa của Cochlitoma drakensbergensis (Melvill & Ponsonby, 1897)
- Achatina gundlachi L. Pfeiffer, 1850: danh pháp đồng nghĩa của Geostilbia gundlachi (L. Pfeiffer, 1850)
- Achatina monochromatica Pilsbry (Deprecated. Old historical danh pháp đồng nghĩa của Achatina achatina var. monochromatic)
- Achatina mulanjensis Crowley & Pain - Malawi: danh pháp đồng nghĩa của Achatina immaculata Lamarck, 1822 (junior synonym)
- Achatina nyikaensis Pilsbry, 1909 - Malawi: danh pháp đồng nghĩa của Bequaertina pintoi (Bourguignat, 1889) (junior synonym)
- Achatina panthera Férussac, 1832 - Zimbabwe, Mauritius: danh pháp đồng nghĩa của Achatina immaculata Lamarck, 1822
- Achatina varicosa Pfeiffer, 1845 - Nam Phi: danh pháp đồng nghĩa của Cochlitoma varicosa (L. Pfeiffer, 1861)
- Achatina zebra Bruguiere, 1792 - Nam Phi: danh pháp đồng nghĩa của Cochlitoma zebra (Bruguière, 1792)